# Benjamin Porée
Benjamin Porée est un metteur en scène et artiste français. Il crée en 2015 Trilogie du revoir, sa dixième mise en scène.

## Biographie
Formé au Cours Florent (promotion XXVIII de la Classe Libre), il a présenté une maquette d'Andromaque au Théâtre de Vanves qui a été repérée[réf. nécessaire]. Après des présentations de maquettes de Platonov au TCI, au Théâtre de la Ville, cette mise en scène avec dix-sept comédiens au plateau et vingt figurants voit le jour en mai 2012. Il intervient par ailleurs régulièrement comme metteur en scène enseignant au LFTP école de théâtre à Montreuil. Il a mis en scène en juillet 2014 Parasites pour le festival Summer of loge au Théâtre La Loge à Paris (11e).
Sa reprise de Platonov, créé au Théâtre de Vanves puis présenté au Théâtre National Odéon, Théâtre de l'Europe (janvier 2014 aux Ateliers Berthier), est remarquée, bien accueilli par certains critiques, d'autres lui trouvant des péchés de jeunesse. Une saison en enfer, solo avec Matthieu Dessertine d’après les poèmes de Rimbaud, est ensuite joué en Avignon en 2006 puis repris à Paris au théâtre de Nesle, en 2013 au Théâtre de Vanves proche de Paris et au Théâtre des Quartiers d’Ivry, Benjamin Porée poursuit la mise en scène d'auteurs dramatiques classiques et contemporains.
Pour la saison 2015/2016 il prépare une mise en scène avec seize comédiens de Trilogie du revoir de Botho Strauss, créé au Festival d'Avignon pour la 69e édition. Le spectacle est joué au Gymnase Aubanel du 21 au 25 juillet 2015, et reçoit un accueil mitigé des critiques, Philippe Chevilley par exemple louant son sens de l'espace mais jugeat certaines parties confuses, ou Didier Méreuze la trouvant sans relief.
En 2017 il crée Le rêve est une terrible volonté de puissance d'après La Mouette de Tcheckov.
Depuis 2015, Benjamin Porée et sa compagnie, La Musicienne du Silence, sont associés au Théâtre des Gémeaux, la Scène nationale de Sceaux. La compagnie est accompagnée en administration, production et diffusion par le bureau de production pluridisciplinaire La Magnanerie depuis avril 2014.

## Mises en scène
- 2006 : Une saison en enfer d'après Arthur Rimbaud
- 2010 : Andromaque de Jean Racine
- 2014 : Platonov d'Anton Tchekhov
- 2014 : Sublime ou rien, projet chorégraphique, commande du festival Ardanthé (Vanves)
- 2015 : Projet Georges-solo de clown
- 2015 : Trilogie du revoir de Botho Strauss
- 2017 : Le rêve est une terrible volonté de puissance d'après La Mouette d'Anton Tchekhov